# روح (فیلم ۲۰۲۰)
روح (به انگلیسی: Soul) یک پویانمایی رایانه‌ای در ژانر ماجراجویی، فانتزی و کمدی–درام به کارگردانی پیت داکتر ساختهٔ پیکسار است که توسط والت دیزنی پیکچرز در سال ۲۰۲۰ منتشر شد. از بازیگران آن می‌توان به جیمی فاکس و تینا فی اشاره کرد.
انیمیشن روح، ابتدا در جشنواره فیلم لندن در ۱۱ اکتبر اکران شد. ابتدا قرار بود برای اکران سینمایی در نظر گرفته شود اما به دلیل شیوع ویروس کروناویروس به صورت دیجیتالی در دیزنی پلاس منتشر شد. انیمیشن، داستان، صداپیشگی و موسیقی اثر مورد تحسین منتقدان قرار گرفت. این انیمیشن در نود و سومین دوره جوایز اسکار، برنده جایزه اسکار بهترین فیلم پویانمایی و موسیقی متن فیلم شد.

## داستان
داستان فیلم پویانمایی روح، دربارهٔ جو گاردنر، آموزگار نوازندگی یک گروه موسیقی در دبیرستان است. جو که همیشه سودای اجرای موسیقی جاز بر صحنه را در سر می‌پرورانده، با تحت تأثیر قرار دادن دیگر موسیقی‌دانان جاز، در یک تمرین آزاد در هالف نوت کلاب، این فرصت نصیبش می‌شود و خود را برای دست یافتن به آرزوهایش آماده می‌کند.
اما در ادامه حادثه‌ای باعث می‌شود که روح گاردنر از بدنش جدا شود و به سمینار «خود» منتقل شود. مرکزی که در آن روح‌ها رشد می‌کنند و پیش از انتقال به کالبد نوزادان تازه متولد شده، شور و اشتیاق برای زندگی پیدا می‌کنند!
گاردنر برای بازگشت به زمین باید بر روی ۲۲ (یکی از روح‌های سمینار خود) کار کند. غافل از اینکه ۲۲، پس از سال‌ها ماندن در آنجا، دیدش نسبت به زندگی عوض شده و درکی از مفاهیم زندگی ندارد!
این در حالی است که جو تنها راه نجات خود را تحول ۲۲ می‌داند…

## جوایز
- نود و سومین دوره جوایز اسکار

| قسمت                  | نامزد                              | نتیجه    |
| --------------------- | ---------------------------------- | -------- |
| بهترین صداگذاری       | رن کلایس، کویا الیوت و دیوید پارکر | نامزدشده |
| بهترین موسیقی متن     | ترنت رزنر، آتیکوس راس و جان باتیست | برنده    |
| بهترین فیلم پویانمایی | پیت داکتر و دانا موری              | برنده    |

- هفتاد و هشتمین مراسم گلدن گلوب

| قسمت                | نامزد                              | نتیجه |
| ------------------- | ---------------------------------- | ----- |
| بهترین موسیقی       | ترنت رزنر، آتیکوس راس و جان باتیست | برنده |
| بهترین فیلم انیمیشن | پیت داکتر و دانا موری              | برنده |